# Ювана
Ювана (Chicano, Chikano, Hodï, Hoti, Jodi, Joti, Jotí, Waruwaru, Yoana, Yuana, Yuwana) — маленький неклассифицированный индейский язык, на котором говорят в Центральной Венесуэле (северная группа в дивизии Боливар на реке Кайма, приток реки Кучиверо; изолированная южная группа в штате Амасонас на реке Игуана, приток реки Асита, и на реке Парусито, приток реки Манапьяре). Почти ничего о нём неизвестно, несколько сотен говорящих являются толковыми охотниками и собирателями.